# Rode koningskrab

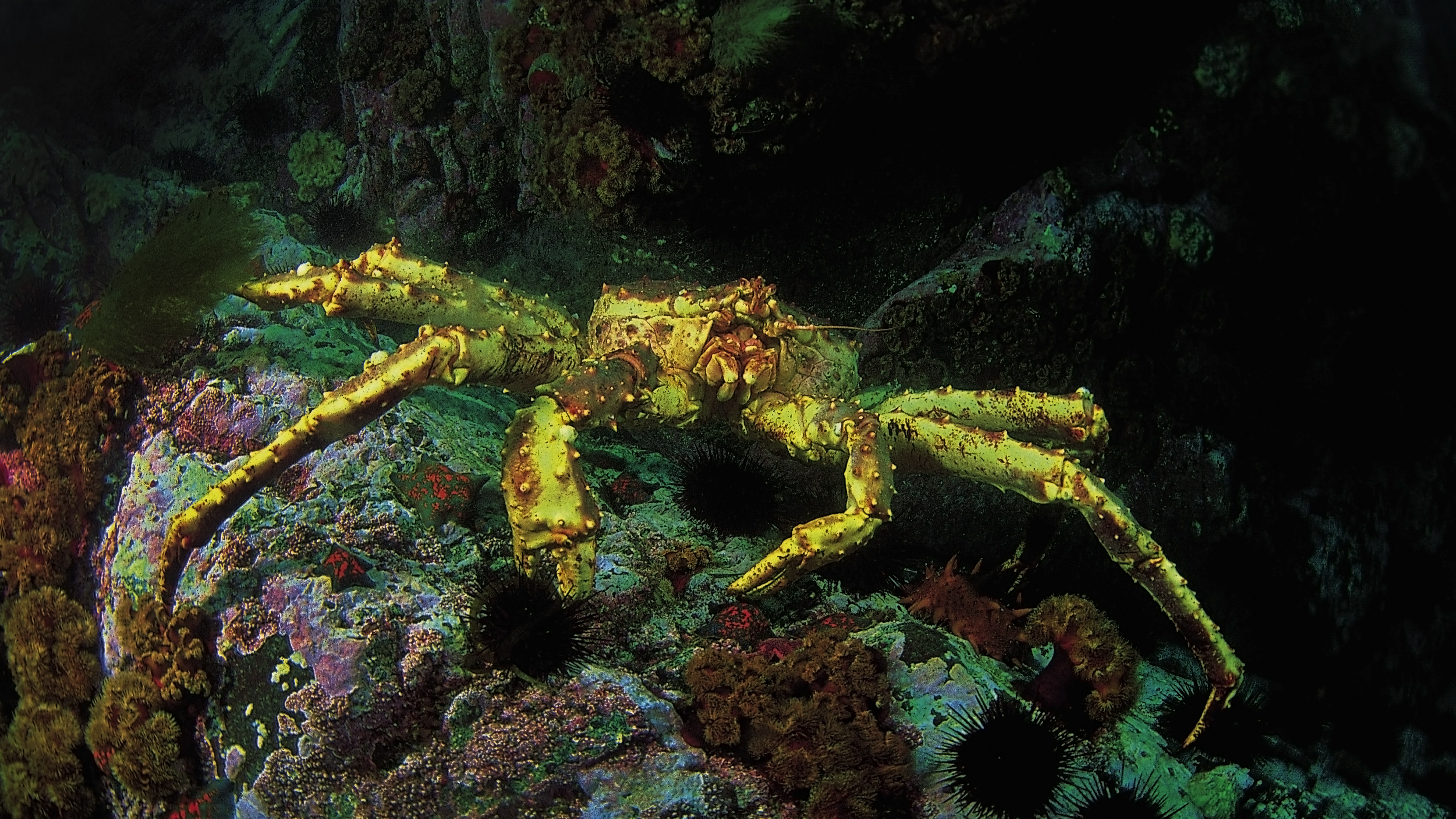
Paralithodes camtschaticus

De rode koningskrab (Paralithodes camtschaticus) is een koudwaterschaaldier, oorspronkelijk afkomstig uit de Beringzee. Als een van de grootste krabachtigen kan een koningskrab een spanwijdte van bijna 2 meter behalen. De rode koningskrab is een van de populairste krabachtigen voor consumptie.
De koningskrab is afkomstig uit de Beringzee, het noordelijke deel van de Grote Oceaan, rond het schiereiland Kamtsjatka en de nabijgelegen wateren van Alaska. In de jaren zestig introduceerden Russische onderzoekers de rode koningskrab vanuit de Zee van Ochotsk aan de Pacifische kust in de Barentszzee. De onderzoekers hadden de intentie om de visserij rond Moermansk meer waarde te geven. Sindsdien heeft de koningskrab zich zowel in oostelijke als westelijke richting verspreid en nog geen vijftien jaar na de introductie werd de rode koningskrab als bijvangst in de Noorse visserij aangetroffen. De Noorse vangst kwam pas rond 1994 voor onderzoeksdoelen op gang en werd ten slotte in 2002 commercieel goedgekeurd. Noorwegen beheerst de koningskrabvisserij samen met Rusland.
De rode koningskrab behoort tot de groep van de Anomura, een zustergroep van de krabben. De koningskrab zelf wordt dus niet gezien als een krabsoort maar is dichter verwant aan de heremietkreeft. 

## Consumptie
Koningskrab wordt zowel vers als bevroren geleverd, van rauw tot gekookte producten. De kleur van de rauwe rode koningskrab is crèmewit met een bruine kleur aan de bovenkant. Tijdens het kookproces verandert het bruin in een rode kleur, waaraan de rode koningskrab haar naam te danken heeft.
Het grote bovenstuk van de poten is het populairste deel van de koningskrab, ook wel merussectie genoemd. Koningskrab is te verkrijgen als hele krab, cluster van 3 poten, losse poten, gesplitste poten (splitlegs), merussecties, losse scharen en vleesblokken.

## Trivia
- In het televisieprogramma Deadliest Catch wordt op de rode koningskrab gevist in Alaska.